# Метапневмовирус человека
Метапневмовирус человека (англ. Human metapneumovirus, hMPV или HMPV) — вид РНК-содержащих вирусов из семейства Pneumoviridae порядка Mononegavirales. Вызывает ОРВИ у человека, преимущественно у детей. Кроме заболеваний верхних дыхательных путей, вызывает заболевания нижних дыхательных путей.

## Описание
Метапневмовирус человека впервые выделен у больного в конце 2000 года в Нидерландах. К 2018 году у него идентифицированы два генотипа (линии А и В), в каждой из этих линий — два субтипа.
Вирусная РНК кодирует 9 белков.
Вид похож на респираторно-синцитиальный вирус человека, сходство аминокислотных последовательностей составляет 23−43 %.
Средний размер вирионов 209 нм, формы — плейоморфные, сферические и нитевидные.

## Систематика
До 2016 года метапневмовирус человека относили к подсемейству Pneumovirinae семейства парамиксовирусов (Paramixoviridae), в конце 2016 года пневмовирусы выделены в собственное семейство Pneumoviridae.
Решением Международного комитета по таксономии вирусов (ICTV) в 2016 году метапневмовирус человека был отнесён к роду Metapneumovirus семейства Pneumoviridae. Кроме него, к этому роду относится метапневмовирус индеек (Avian metapneumovirus, aMPV). К тому же семейству принадлежит респираторно-синцитиальный вирус человека.

## Эпидемиология
Метапневмовирус человека встречается по всему земному шару. Анализ депонированных с 1958 года образцов сыворотки крови больных ОРЗ показал, что вирус циркулирует среди людей как минимум с конца 1950-х. Вирус циркулирует круглый год с выраженным сезонным распределением.
Предположительно, вирус передаётся воздушно-капельным путём (основной путь) и контактно-бытовым, исследования не проводились.
В России наблюдаются два эпидемических сезона ОРВИ метапневмовирусной этиологии: в ноябре (длится до конца зимы) и в мае. После начала эпидемии метапневмовирус постепенно вытесняют респираторно-синцитиальный вирус, грипп и парагрипп.
Все дети к 10 годам имеют иммунитет к этому вирусу. Повторные заболевания вызваны либо ослабленным состоянием организма, либо снижением иммунитета к вирусу, либо новым штаммом вируса.
Метапневмовирус человека диагностируется в 10-36 % случаев заболеваний нижних дыхательных путей, 1-5 % для заболеваний верхних дыхательных путей.
В декабре 2024 года китайское управление по контролю и профилактике заболеваний сообщило, что в стране зарегистрирована вспышка метапневмовируса человека. 5 января 2025 года эту информацию подтвердил Роспотребнадзор. В декабре 2024 года тайваньское издание Money UDN утверждало, что смертность от этого штамма вируса может достигать 43 %, что немного уступает смертности от лихорадки Эбола, но официальных подтверждений этого от китайских властей не последовало.

## Метапневмовирусная инфекция
Метапневмовирусная инфекция поражает и детей, и взрослых, хотя болеют в основном дети, преимущественно в первый год жизни. Основные симптомы инфекции — кашель, насморк, одышка, лихорадка, головная боль, у пятой части пациентов также рвота или жидкий стул. Клинические формы в большинстве случаев — ринофарингит и бронхит.
У взрослых метапневмовирус человека вызывает ОРВИ в лёгкой форме. У младенцев, пожилых и у людей с иммунодефицитом заболевание может протекать в тяжёлой или среднетяжёлой форме.
Клиническая картина похожа на вызываемую респираторно-синцитиальным вирусом, но протекает быстрее и легче
Специфическое лечение отсутствует, применяется симптоматическое лечение.
Вирус диагностируется в мазках из полости носа и ротоглотки методом ПЦР с гибридизацией и детекцией флуоресценции в режиме реального времени (ПЦР-ФРВ).